# Oswald Redlich
Oswald Redlich, född 17 september 1858 i Innsbruck, död 20 januari 1944 i Wien, var en österrikisk historiker.
Redlich studerade historia vid Wiens universitet under Julius von Ficker och Alfons Huber, var 1879-81 ledamot av institutet för österrikisk historieforskning (lett av Theodor von Sickel) och 1882-93 tjänsteman vid ståthållarskapsarkivet i Innsbruck. År 1893 blev han e.o. och 1897 ordinarie professor i historia och historiska hjälpvetenskaper vid Wiens universitet. Han var rektor för nämnda universitet 1911-12.
Redlich utgav Archivberichte aus Tirol (tillsammans med Emil von Ottenthal; tre band, 1888-1903), bearbetade "Regesta imperii" för tiden 1273-91 samt skrev Rudolf von Habsburg; das Deutsche Reich nach dem Untergange des alten Kaisertums (1903), Urkundenlehre (tillsammans med Wilhelm Erben och Ludwig Schmitz-Kallenberg; tre band, 1907-11) och Die geschichtliche Stellung und Bedeutung der Universität Wien (1911).